# 1998 (album)
1998 è il settimo album in studio del cantautore italiano Coez, pubblicato il 13 giugno 2025 per Warner Music Italy.

## Tracce
1. Nessun tramonto – 2:24
2. Qualcosa di grande – 2:41
3. Dentro al fumo – 2:35
4. Non dire no – 2:56
5. Estate 1998 – 2:51
6. Mal di te – 2:59
7. Ti manca l'aria – 3:12
8. Roma di notte (feat. Franco126 e Tommaso Paradiso) – 3:21
9. Mr. Nobody – 3:03
10. Senza di te – 2:48
11. Inverno 1998 – 2:52
12. Il tempo vola – 3:28

## Classifiche
| Classifica (2025) | Posizione massima |
| ----------------- | ----------------- |
| Italia            | 3                 |